# Национално знаме на Франция
Националното знаме на Франция (на френски: drapeau tricolore или drapeau bleu-blanc-rouge, drapeau français, по-рядко le tricolore, на военен жаргон – les couleurs) е националната емблема на страната и се състои от три еднакви по ширина вертикални цветни полета – синьо (до дръжката), бяло и червено (в свободния край). В периода 1956-2021 г. страната използва по-светла версия на знамето, показано долу, преди президента Еманюел Макрон да го върне в стария вариант с по-затъмнени цветове. Според него, затъмнената версия се отличава със знамето на Европейския съюз и показва Френската Революция.

## Цветове и размери
Според чл. 2 на конституцията на Франция от 1958 г. националната емблема на Франция е трицветно знаме (синьо, бяло и червено).
Размерите на знамето са в отношение 2:3 (т.е дължината е с 50% по-голяма от височината) и се състои от три еднакви вертикални зони. Въпреки че не съществува закон, който да определя официално нюансите на цветовете, прието е синьото и червеното да бъдат: „Reflex Blue“ и „Red 032“ по скалата на Пантон, или RGB (0.85.164) и (239.65.53), или CMYK (100.70.0.5) и (0.90.86.0).

## История
Актуалното национално знаме на Франция се появява по времето на Френската революция, като обединява цвета на краля (бяло) с цветовете на Париж (синьо и червено). В първите дни на революцията цветовете се носят под формата на кокарда. Използването им във формата на знаме се приема със закон на 15 февруари 1794 г., чрез който се цели да се избегнат недоразуменията във флота, тъй като по това време в нея все още се използва старото кралско знаме.
След реставрирането на монархията през 1815 г. трицветното знаме се заменя от старото кралско знаме с цветове на лилия, което се използва преди революцията. През 1830 г. френският крал Луи-Филип приема отново трицветното знаме, което остава символ на републиката и до днес.
През 80-те години президентът на Франция Валери Жискар д'Естен постановява малка промяна на цветовете. Той „осветлява“ синьото, от тъмносиньо до кобалтово синьо, за да съответства на европейското знаме. Президентът Еманюел Макрон обаче, по исторически причини, връща старите цветове от 14 юли 2020, националния празник на страната.